# Осланд, Эрна
Эрна Осланд (норв. Erna Osland; род. 24 февраля 1951, Høyanger, Согн-ог-Фьюране) — норвежская писательница.

## Биография
Родилась 24 февраля 1952 в Согн-ог-Фьюране Норвегия. Имеет высшее образование. В 1987 году состоялся выход её книги для молодежи Natteramnen. В 1999 году награждена Премией Ассоциации норвежских критиков за книгу Salamandarryttaren.

### Книги переведённые на шведский язык
- 1992 — Ingen får veta, перевод Энн Маргрет Форсстрём;
- 2005 — Droppar av blod, перевод А. Л. Хултберга и А. М. Перссона;
- 2006 — Rena mörkret, перевод А. М. Перссона.

## Награды и премии
- Премия Дамм[норв.] (1991)
- Литературная премия Ассоциации школьных библиотекарей[норв.] (1992)
- Премия «За детскую литературу на новонорвежском» (1995), (2013)
- Стипендия Зигмунда Скарда[норв.] (1996)[5]
- Премия Суннмёрса[норв.] (1997)
- Премия Браги (1999)
- Премия Министерства культуры Норвегии «За детскую и юношескую литературу» (2005)